# 安在鴻
安在鸿（：／；1892年11月30日—1965年3月1日），号民世、又軒，字景陸，韩国独立运动家、政治家。

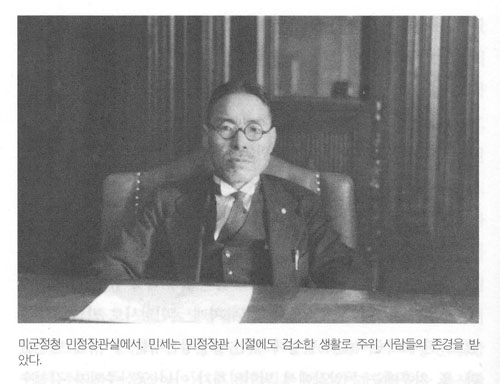
安在鴻（1946年）

## 生平
出生在朝鲜王朝京畿道的平泽。1911年，前去日本早稻田大学政治经济学部学习。1912年，在东京结成以朝鲜留学生为中心的“朝鲜留学生学友会”，鼓吹朝鲜民族的意识。1913年1月远渡中国上海，加入独立团体同济社。毕业后回到朝鲜，成为一名教师。1919年4月，奉大韩民国临时政府的命令，在京城（今首尔）召集青年，组建“青年外交团”，自任总务，参加三一运动，谋求朝鲜独立，被日本殖民政府逮捕。1920年9月27日，大邱覆审法院判处他懲役三年。
1927年1月，任朝鲜日报主编，被选为新幹會总务干事，创作并发表了该会的纲领，鼓吹民族意识，因此在翌年被京城覆審法院判处监禁八个月。
1929年12月，发生光州學生獨立運動，安在鸿辞去朝鲜日报副社长职务，协同新幹會举行朝鲜民众大会，控告日本殖民者的罪行，因而再次被捕，翌年处以起訴猶予。1937年5月，因为南京军官学校的学生募集運動一案而被捕，翌年因违反治安维持法被判处懲役二年。1942年再次被捕，然而服刑期间因日本战败投降而获释。
盟軍佔領時期，安在鸿被推举为朝鲜建国准备委员会副委员长，但因左派处于优势地位而辞职。此后加入韩国独立党，任驻朝鲜美国陆军司令部军政厅民政长官、民议院议员等职，为大韩民国政府的成立作出重大贡献。在1948年韓國普選中，他竞选大韩民国首任总统，但被李承晚以绝对优势得票率击败。朝鲜战争爆发之后，安在鸿被朝鲜人民军俘虏到了北方，后在平壤死去。
1989年，韩国政府追授给他建国勋章大统领章。